# Lancia Zeta 15 HP
La Lancia Zeta 15 HP ou 12/15 HP selon les sources, est une voiture produite par le constructeur italien Lancia entre 1912 et 1916. C'est une voiture assez mystérieuse car on l'a souvent confondue avec un véhicule commercial léger, le Lancia Z, ou avec le premier véhicule militaire, l'automitrailleuse Lancia 1Z.
Cette voiture, bien que n'ayant pas connu le succès commercial espéré, n'en demeure pas moins l'un des modèles les plus novateurs dans la gamme Lancia de l'époque.
Son moteur était entièrement nouveau et différait totalement des anciens monoblocs conçus jusqu'alors. La conception de l'arbre moteur et le système de refroidissement étaient très novateurs. La transmission comprenait un curieux système avec une boîte de vitesses à deux rapports en bloc avec le différentiel, accouplée avec un double rapport couronne/pignon pour obtenir finalement les quatre rapports pour le conducteur. Le système de transmission au « traxale » arrière était particulièrement complexe ce qui parfois gênait le freinage. Ce système, monté sur les tout premiers exemplaires, a été vite abandonné au profit d'un arbre traditionnel et les freins à tambours à chaque roue offrirent une efficacité remarquable.
L'embrayage comportait également une particularité. C'était un embrayage multidisque à sec avec une transmission flexible.
Comme de coutume dans les productions Lancia de l'époque, tous les modèles étaient disponibles avec deux empattements différents. L'empattement court de la Zeta mesurait 362,5 cm ; l'empattement long, 15,5 cm de plus. Le client pouvait également choisir l'inclinaison de la colonne de direction : 38 ou 50°.

## Caractéristiques techniques
- Moteur : Tipo 59 placé longitudinalement à l'avant, quatre cylindres en ligne, monobloc en fonte, alésage 80 mm, course 130 mm, cylindrée 2 613,80 cm3, culasse fixe, bloc en alliage d'aluminium, distribution avec soupapes latérales parallèles (deux soupapes par cylindre) et arbre à cames latéral commandé par engrenages, arbre moteur sur trois paliers ; taux de compression 4,5:1, puissance maxi 30 ch à 1 800 tr/min ; alimentation par carburateur vertical monocorps Zenith 42 Haki ; allumage magnéto à haute tension ; lubrification forcée, capacité du circuit de lubrification 6 L ; refroidissement par liquide à circulation forcée, radiateur avec tubes à ailettes, ventilateur mécanique.
- Transmission : traction sur les roues arrière ; embrayage multidisque à sec ; boîte de vitesses en alliage léger à 4 rapports avant plus marche arrière avec commande par levier latéral ; troisième et quatrième en prise directe ; rapport final de réduction 4,467:1 (15/67) pour la 3e et 3,583:1 (12/43) pour la 4e.
- Suspensions : avant et arrière : essieu rigide avec lames longitudinales semi-elliptiques.
- Freins : frein mécanique au pied agissant sur les tambours des roues arrière, frein à main sur ces mêmes tambours.
- Roues et pneumatiques : roues en bois, pneumatiques 810 x 90 ou 815 x 105.
- Direction : poste de conduite à droite ; direction à vis et galets, inclinaison de la colonne de direction au choix : 38 ou 50°.
- Réservoir essence : volume 60 L.
- Châssis : Lancia Type 59 en acier, à longerons et traverses ; empattement 2 795 ou 2 850 mm, voies avant et arrière 1 370 mm, longueur du châssis 3 625 ou 3 780 mm, largeur du châssis 1 615 mm ; poids du châssis motorisé en ordre de marche 740 kg.
- Vitesse maxi : 100 km/h.

## Production
À l'époque, les constructeurs ne numérotaient pas chaque modèle mais procédaient avec une numérotation progressive des châssis. C'est ainsi que l'on sait que la numérotation des châssis du modèle Zeta est comprise entre les numéros 862 et 1799. Cette numérotation progressive des châssis, à l'époque, englobait, les Eta, Epsilon et Zeta. Selon certaines sources, la numération des châssis de l'Epsilon débuterait au numéro 1215 mais prendrait fin avec le numéro 1799 et affirment que 34 exemplaires de la Zeta ont été fabriqués.